# Villa Wallbeck-Hallgren

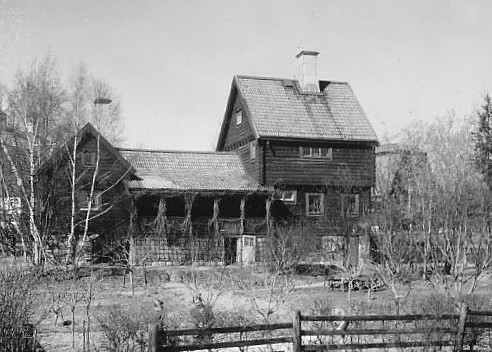
Villan omkring 1910, trädgårdssidan.

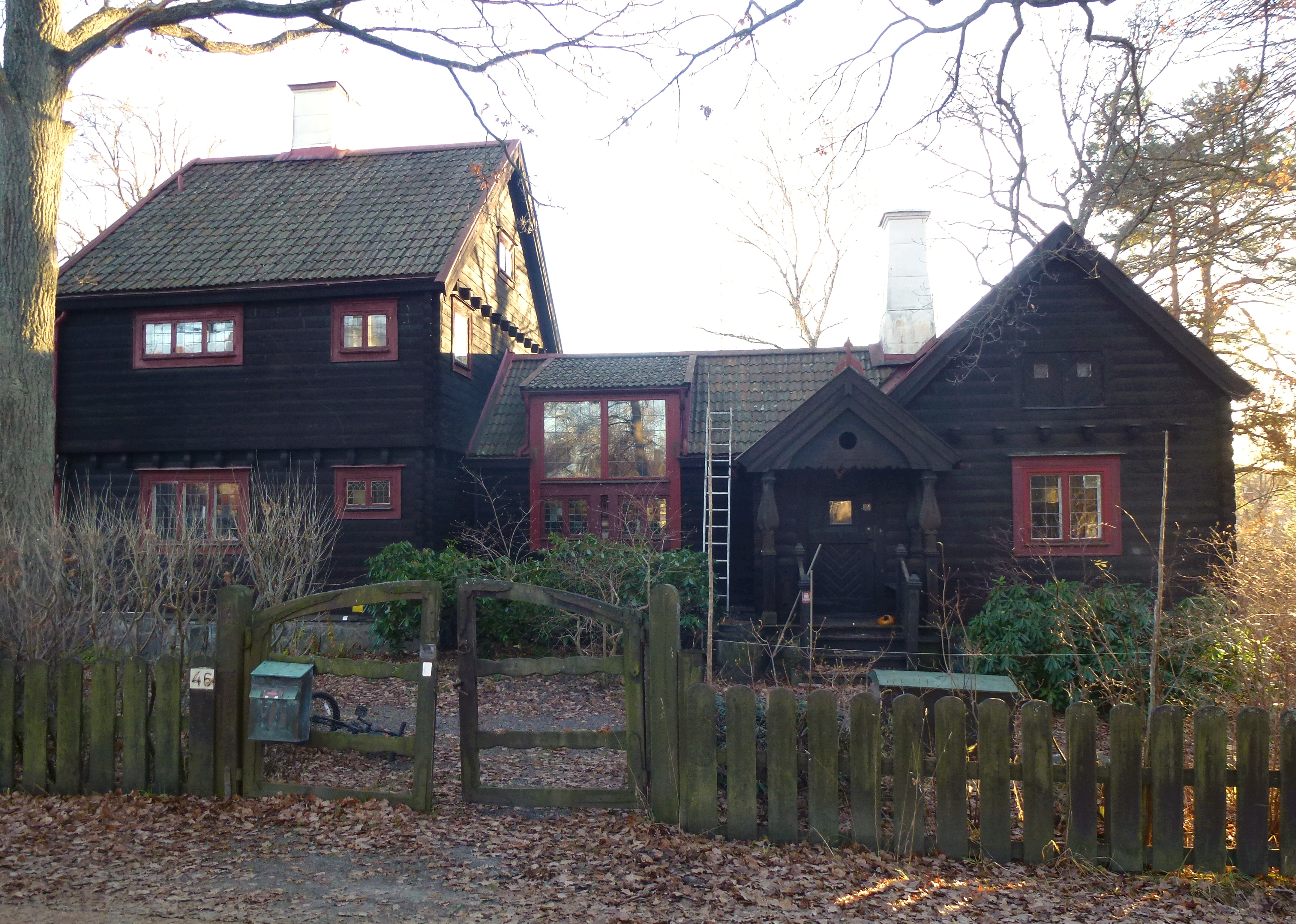
Villan i november 2013, sida mot Parkvägen.

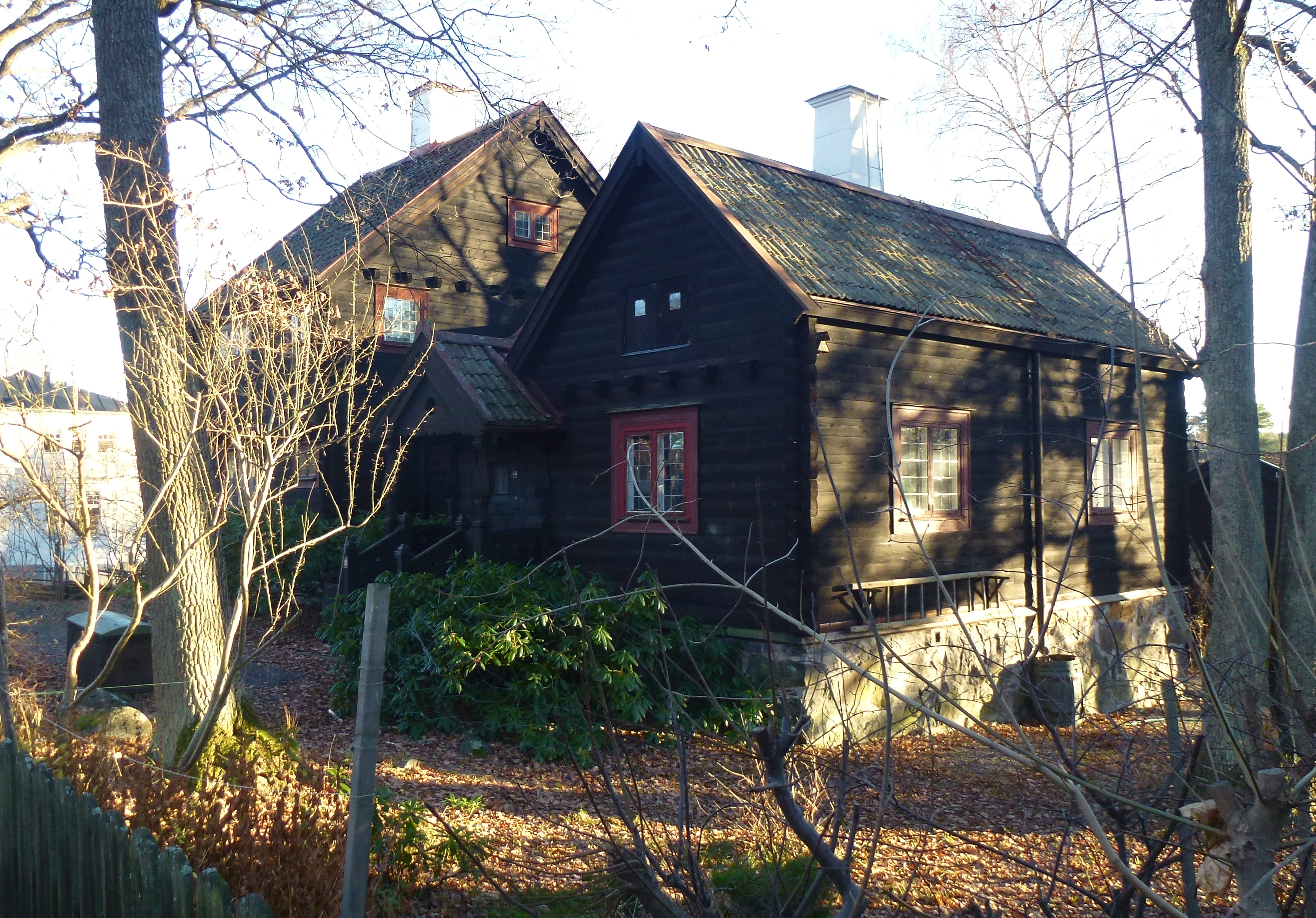
Villa Wallbeck-Hallgren, 2013.

Villa Wallbeck-Hallgren, även Villa Thorshem, är en kulturhistoriskt värdefull villafastighet vid Parkvägen 46 i Storängen, Nacka.

## Historik
Byggnaden ritades i nationalromantisk stil av arkitekten Alf Landén och uppfördes 1907-1908. Förebilden var Kyrkhultsstugan på Skansen. Byggherre var tidningsmannen Thorgny Wallbeck-Hallgren. Byggnaden omfattar 184 m² boyta och tomtens storlek är 1652 m². 
Villan består av två vinkelrätt mot varann ställda huskroppar, en hög i två våningar och en låg i en våning. Dessa sammankopplas av en låg förbindelsebyggnad. Fasaderna består av tjärad liggtimmer, som har fått en mörkbrun patina. Fönstren är blyinfattade och småspröjsade, som var vanligt på storängsvillorna och har rödmålade omfattningar. Taken är tegeltäckta sadeltak. På tomten finns även en ateljébyggnad, nedflyttad från Gästrikland 1960 samt ombyggd 1986, samt ett härbre. 
Här föddes 1908 sångaren Sigvard Wallbeck-Hallgren. Bland senare ägare märks konstnärerna Anton Genberg 1916-24 och Roland Svensson som bodde i villan från 1957 fram till sin död 2003. Villan bedömdes 1979 som kulturhistoriskt "omistlig".